# Nematus monticola
Nematus monticola är en stekelart som beskrevs av Thomson 1871. Nematus monticola ingår i släktet Nematus, och familjen bladsteklar. Arten är reproducerande i Sverige.